# Comuna Krasnenke, Illinți
Krasnenke (în ucraineană Красненьке) este o comună în raionul Illinți, regiunea Vinnița, Ucraina, formată din satele Krasnenke (reședința) și Lîsa Hora.

## Demografie
Componența lingvistică a satului Krasnenke
     Ucraineană (98,42%)
     Rusă (1,4%)
     Alte limbi (0,09%)
Conform recensământului din 2001, majoritatea populației satului Krasnenke era vorbitoare de ucraineană (98,42%), existând în minoritate și vorbitori de rusă (1,4%).